# Liste der Naturdenkmale in Flemlingen
Die Liste der Naturdenkmale in Flemlingen nennt die im Gemeindegebiet von Flemlingen ausgewiesenen Naturdenkmale (Stand 23. Mai 2024).

## Ehemalige Naturdenkmale
| Nr. | Bezeichnung                       | Lage                                | Beschreibung                                                                                             | Bild                                    |
| --- | --------------------------------- | ----------------------------------- | --- | --------------------------------------- |
|     | Feldkreuz mit Rosskastaniengruppe | nördlich des Ortes am Kirchweg Lage | Aesculus hippocastanum, zwei von ursprünglich drei Bäumen;, hier Nr. 33 Rechtsverordnung 1993 aufgehoben | Fotos hochladen                         |
|     | Friedenslinde                     | Kirchstraße, bei Nr. 7 Lage         | Tilia sp.;, hier Nr. 32 gefällt, Rechtsverordnung aufgehoben                                             | Direkt Bild zu diesem Denkmal hochladen |